# 846 TCN
846 TCN là một năm trong lịch La Mã.